# (11311) Peleus
(11311) Peleus (1993 XN2) – planetoida z grupy Apollo okrążająca Słońce w ciągu 3,08 lat w średniej odległości 2,12 j.a. Została odkryta 10 grudnia 1993 roku.